# 서비스형 네트워크
서비스형 네트워크(NaaS, Network as a Service)는 소프트웨어 정의 네트워킹(SDN), 프로그래밍 가능 네트워킹 및 API 기반 운영을 WAN 서비스, 전송, 하이브리드 클라우드, 멀티클라우드, 사설망 상호 연결 및 인터넷 익스체인지 포인트에 제공한다.
네트워크 전송 연결을 위한 서비스 설명을 포함하여 NaaS의 기본 개념에 초점을 맞춘 역사적 정의이다. NaaS에는 네트워크와 컴퓨팅 리소스를 통합된 전체로 고려하여 리소스 할당 최적화도 포함된다.

## 설명
NaaS(Network-as-a-Service)라는 용어는 IaaS(Infrastructure as a Service), PaaS(Platform as a Service), SaaS(Software as a Service)와 같은 용어와 함께 클라우드 컴퓨팅과 같은 다른 마케팅 용어와 함께 사용되는 경우가 많다.
클라우드 컴퓨팅의 출현으로 NaaS는 클라우드 외부의 동적 협력자 간(전통적인 엔터프라이즈 WAN 아키텍처에 대한 업데이트)뿐만 아니라 프라이빗(종종 멀티테넌트) 데이터 센터 시설(MTDC)의 엔터프라이즈 리소스 간 전송 수단이 되었다. 퍼블릭 클라우드 서비스 제공업체(CSP)에서 성장하는 "클라우드 우선" 엔터프라이즈 아키텍처에서 이들 모두 간의 상호 연결을 포함한다.
새로운 WAN 연결 패턴, 클라우드 컴퓨팅 채택으로 인한 엔터프라이즈 WAN 아키텍처 및 소비 모델과 SDN이 도입한 네트워크 프로그래밍 기능 초점 이전에는 NaaS를 사용하여 가상 네트워크 서비스 제공과 같은 보다 전통적인 네트워크 리소스 공유 개념을 설명하는 경우도 있었다. 네트워크 인프라 소유자가 제3자에게 제공한다.

## 같이 보기
- 서비스형